# Václava
Václava je ženské křestní jméno slovanského původu. Jejím protějškem je Václav. Podle českého občanského kalendáře má svátek 28. září.
Domácí podoby: Václavka, Vášenka, Váša, Vaška, Vendula, Vendy.

## Osobnosti se jménem Václava
- Václava Domšová (1957–2014) – bývalá senátorka
- Václava Jandečková (* 1974) – spisovatelka
- Václava Kuželová  (* 1939) – československá politička
- Václava Kofránková (* 1976)  – historička